# Анри Еленбергер
Анри Фредерик Еленбергер (на френски: Henri Frédéric Ellenberger, на френски фамилията се произнася Еленберже) е канадски и швейцарски психиатър, историк на медицината и криминолог, понякога смятан за основния историограф на психиатрията.

## Биография
Роден е на 6 ноември 1905 година в Наноло, Родезия, в семейството на французи. Студент е на професор Анри Барук. Получава доктората си през 1924 г. и става управител на психиатричните услуги в клиниката Менингер в САЩ, а по-късно професор по криминология в Université de Montréal, Канада. Еленбергер не е психоаналитик, но преминава обучителна анализа с Оскар Пфистер между 1949 и 1952 г.
Умира на 1 май 1993 година в Монреал на 87-годишна възраст.

## Научна дейност
Еленбергер е главно запомнен с енциклопедичното си изследване на историята на динамичната психиатрия, озаглавено „Откриване на несъзнаваното“, публикувано през 1970 г. Тази повече от 900 странична работа проследява произхода на психоанализата и психиатрията обратно до нейното начало в 18 век и опитите да се излекува болест чрез екзорсизъм, както е практикувано от католическия свещеник Йохан Гаснер, и от него през пионерите на хипнотизма Франц Месмер и Маркиз дьо Пюсегур до невролога на 19 век Жан Шарко и гигантите на 20 век, психоанализата, Пиер Жане, Зигмунд Фройд, Алфред Адлер и Карл Юнг.

## Публикации
Българско издание
- Откриване на несъзнаваното: История и развитие на динамичната психиатрия, Изд. „Леге Артис“, 2006, ISBN-10: 954-9933-66-0, ISBN-13: 978-954-9933-66-6
- The Discovery of the Unconscious: The History and Evolution of Dynamic Psychiatry. New York: Basic Books. Hardcover edition: 1970, ISBN 0-465-01672-3. Paperback edition: 1981, ISBN 0-465-01673-1. The complete text is available online from Questia.